# 의정부 망월사 간행 진언집 책판 관련 목판 4종
의정부 망월사 간행 진언집 책판 관련 목판 4종(議政府 望月寺 刊行 眞言集 冊版 및 關聯 木版 4種)은 대한민국 경기도 의정부시 호원동, 망월사에 있는 목판이다. 2012년 10월 23일 경기도의 유형문화재 제276호로 지정되었다.

## 지정 사유
진언집 판각은 비교적 보존 상태가 양호하며, 1장 2판이 누락된 것을 제외하고는 전체적으로 완전한 상태를 유지하고 있으며, 이 진언집과 금강경탑다라니 등도 성격상 다량이 인출되었을 것이지만 비교적 양호한 편이다.
판각은 지금으로 말하자면 사진이나 책의 원판이다. 따라서 인출된 서책과는 비교할 수 없을 만큼의 중요한 가치를 지니며, 특히 본 진언집 등 관련 유물은 진언집류 사찰 판각의 일습을 갖춘 매우 드문 경우라는 점에서 가치가 인정된다.

## 같이 보기
- 망월사

## 참고 문헌
- 의정부 망월사 간행 진언집 책판 관련 목판 4종 - 국가유산청 국가유산포털